# Kanton Langogne
Langogne is een kanton van het Franse departement Lozère. Het kanton maakt deel uit van het arrondissement Mende.

## Gemeenten
Het kanton Langogne omvatte tot 2014 de volgende 9 gemeenten:
- Auroux
- Chastanier
- Cheylard-l'Évêque
- Fontanes
- Langogne (hoofdplaats)
- Luc
- Naussac
- Rocles
- Saint-Flour-de-Mercoire

Na de herindeling van de kantons door het decreet van 25 februari 2014, met uitwerking op 22 maart 2015, omvatte het kanton 11 gemeenten.
Op 1 januari 2016 werden de gemeenten Fontanes en Naussac samengevoegd tot de fusiegemeente (commune nouvelle) Naussac-Fontanes.
Op 1 januari 2017 werden de gemeenten Laval-Atger en Saint-Bonnet-de-Montauroux samengevoegd tot de fusiegemeente (commune nouvelle) Saint Bonnet-Laval.
Sindsdien omvat het kanton volgende 9 gemeenten:
- Auroux
- Chastanier
- Cheylard-l'Évêque
- Langogne (hoofdplaats)
- Luc
- Naussac-Fontanes
- Rocles
- Saint Bonnet-Laval
- Saint-Flour-de-Mercoire